# 10120 Ypres
10120 Ypres (1992 YH2) là một tiểu hành tinh vành đai chính được phát hiện ngày 18 tháng 12 năm 1992 bởi E. W. Elst ở Caussols. Nó được đặt theo tên thành phố Ypres ở Bỉ bị phá hủy trong chiến tranh thế giới thứ 1.